# Гвадалупе (Каліфорнія)
Гвадалупе (англ. Guadalupe) — місто (англ. city) в США, в окрузі Санта-Барбара штату Каліфорнія. Населення — 8057 осіб (2020).

## Географія
Гвадалупе розташований за координатами 34°57′42″ пн. ш. 120°34′24″ зх. д. / 34.96167° пн. ш. 120.57333° зх. д. (34.961631, -120.573377).  За даними Бюро перепису населення США в 2010 році місто мало площу 3,41 км², з яких 3,39 км² — суходіл та 0,01 км² — водойми.

## Демографія
Згідно з переписом 2010 року, у місті мешкало 7080 осіб у 1810 домогосподарствах у складі 1548 родин. Густота населення становила 2079 осіб/км².  Було 1887 помешкань (554/км²).
Расовий склад населення:
| - 48,0 % — білих - 3,9 % — азіатів - 1,5 % — корінних американців - 1,0 % — чорних або афроамериканців - 0,1 % — вихідців з тихоокеанських островів - 39,3 % — осіб інших рас |

До двох чи більше рас належало 6,2 %. Частка іспаномовних становила 86,2 % від усіх жителів.
За віковим діапазоном населення розподілялося таким чином: 34,2 % — особи молодші 18 років, 57,8 % — особи у віці 18—64 років, 8,0 % — особи у віці 65 років та старші. Медіана віку мешканця становила 28,2 року. На 100 осіб жіночої статі у місті припадало 101,3 чоловіків;  на 100 жінок у віці від 18 років та старших — 97,0 чоловіків також старших 18 років.
Середній дохід на одне домашнє господарство  становив 55 490 доларів США (медіана — 43 710), а середній дохід на одну сім'ю — 52 969 доларів (медіана — 44 504). Медіана доходів становила 27 591 долар для чоловіків та 26 892 долари для жінок. За межею бідності перебувало 18,9 % осіб, у тому числі 26,9 % дітей у віці до 18 років та 7,4 % осіб у віці 65 років та старших.
Цивільне працевлаштоване населення становило 2847 осіб. Основні галузі зайнятості: освіта, охорона здоров'я та соціальна допомога — 17,9 %, сільське господарство, лісництво, риболовля — 17,3 %, роздрібна торгівля — 10,0 %, мистецтво, розваги та відпочинок — 8,6 %.